# Sirpa Pietikäinen
Sirpa Pietikäinen (née le 19 avril 1959 à Parikkala) est une femme politique finlandaise, membre du Parti de la coalition nationale (Kok),
.

## Biographie
Elle est élue députée  au parlement finlandais, à la suite des élections législatives de 1983. Elle y siège pendant vingt ans.
Elle est ministre de l'environnement du Gouvernement Aho de 1991 à 1995.
Elle est élue députée européenne en 2008 en remplacement d'un député démissionnaire, et a été réélue lors des élections européennes de 2009. 
Elle y siège au sein du Groupe du Parti populaire européen. Elle est vice-présidente de la Commission du marché intérieur et de la protection des consommateurs et est membre de la délégation pour les relations avec la république populaire de Chine.
En 2021, elle est présidente de l'organisation Martta.